# جک هیل (ریاضیدان)

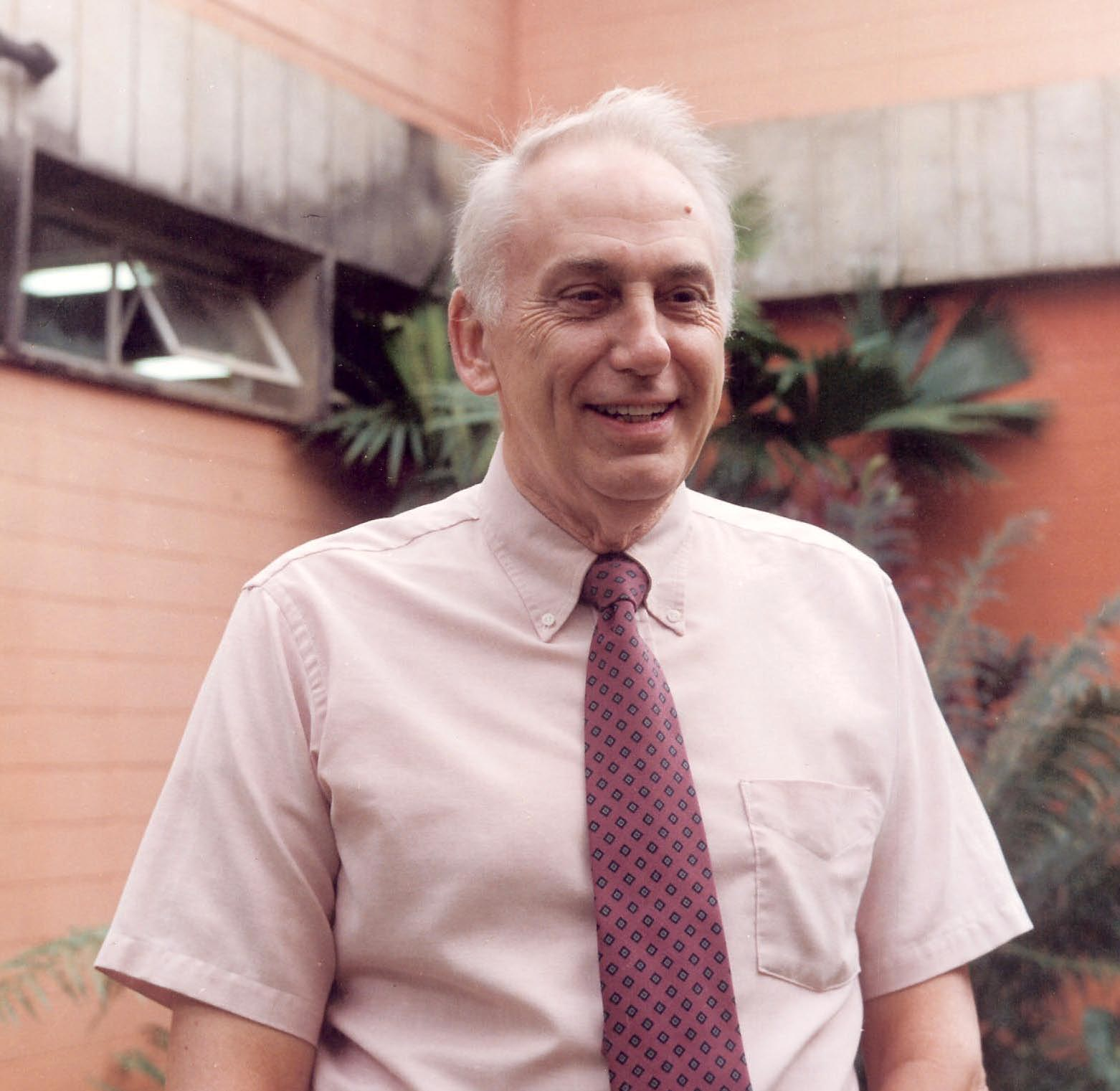
جک هیل ریاضی دان

جک کنت هیل (به انگلیسی: Jack Kenneth Hale) (زاده ۳ اکتبر ۱۹۳۲ در کنتاکی-درگذشته ۹ دسامبر ۲۰۰۹ در آتلانتا) ریاضیدان اهل ایالات متحده آمریکا بود.

## زندگینامه
وی در دانشگاه پردیو و زیر سرپرستی لامبرتو چزاری با رساله ای به نام «رفتار مجانبی جوابهای دستگاههای معادلات دیفرانسیل» دانش آموخته دوره دکترا شد. سپس تا سال ۱۹۵۴ در همان دانشگاه به کار سرگرم شد. وی در سال ۱۹۶۴ در دانشگاه براون به درجه استادی ریاضیات کاربردی رسید. زمینه کاری هیل، معادلات دیفرانسیل و سیستم های پویا بود. او دارای چندین دکترای افتخاری و ۴۷ دانشجوی دکتری بود.

## آثار
- Hale J.K. Oscillations in Nonlinear Systems, McGraw-Hill, New York, 1963 (reprinted by Dover Publications, 1992).
- Hale J.K. Ordinary Differential Equations, John Wiley & Sons, Inc., New York, 1969 (reprinted by Dover Publications, 2009).
- Hale J.K. Functional Differential Equations, Springer, 1971.
- Hale J.K., S.M. Verduyn Lunel Introduction to Functional Differential Equations, volume 99, series Applied Mathematical Sciences, Springer, 1993.
- Hale J.K. Asymptotic behavior of dissipative systems, volume 25, Mathematical Surveys and Monographs, American Mathematical Society, 1988.